# Partido judicial de Huércal-Overa
El partido judicial de Huércal-Overa es el partido judicial n.º 3 de la provincia de Almería y uno de los ocho partidos en los que se divide la provincia de Almería, en España.

## Ámbito geográfico
El ámbito territorial, que viene regulado por el Real Decreto 529/1983, de 9 de marzo, comprende los municipios de:
- Albox
- Arboleas
- Cantoria
- Huércal-Overa
- Partaloa
- Pulpí
- Taberno
- Zurgena